# Liga 1 2024
La Liga 1 2024, nota anche come Liga 1 Te Apuesto 2024 per ragioni di sponsorizzazione, è stata la 108ª edizione della massima serie del campionato di calcio peruviano. Il campionato è iniziato il 26 gennaio 2024 e si è concluso il 3 novembre 2024.
La squadra campione in carica era l'Universitario, che ha vinto il suo ventisettesimo titolo nazionale nella stagione 2023 e che si è ripetuta anche per la stagione 2024.

## Stagione

### Novità
Al termine della scorsa stagione sono state retrocesse Academia Cantolao, Dep. Binacional e Deportivo Municipal, ultime tre classificate della classifica aggregata di Apertura e Clausura. Al loro posto sono state promosse Comerciantes Unidos e Los Chankas, rispettivamente prima e seconda classificata della Segunda División, portando il numero di squadre partecipanti dalle 19 della stagione 2023 a 18.

### Formula
Il campionato è diviso in due periodi, Apertura e Clausura. Per ogni periodo le 18 squadre partecipanti giocano un girone all'italiana con partite di sola andata, per un totale di 17 giornate, al termine del quale la squadra prima classificata è campione del periodo e si qualifica per la fase finale. Le vincenti dei due periodi, insieme con le due squadre non vincenti dei periodi con il miglior piazzamento nella classifica aggregata di Apertura e Clausura, giocano una fase finale, due turni ad eliminazione diretta con gare di andata e ritorno per decretare i campioni nazionali. Le quattro squadre che prendono parte alla fase finale si qualificano per la Coppa Libertadores 2025, mentre altre quattro squadre dalla classifica aggregata si qualificano per la Coppa Sudamericana 2025. 
Le ultime tre classificate della classifica aggregata sono invece retrocesse in Segunda División.

## Squadre partecipanti
| Club                | Città       | Stagione precedente                               |
| ------------------- | ----------- | ------------------------------------------------- |
| ADT                 | Tarma       | 14° in Apertura; 5° in Clausura                   |
| Alianza Atlético    | Sullana     | 13° in Apertura; 18° in Clausura                  |
| Alianza Lima        | Lima        | 1° in Apertura; 3° in Clausura                    |
| Atlético Grau       | Sullana     | 12° in Apertura; 14° in Clausura                  |
| Carlos A. Mannucci  | Trujillo    | 7° in Apertura; 11° in Clausura                   |
| Cienciano           | Cusco       | 11° in Apertura; 9° in Clausura                   |
| Comerciantes Unidos | Cutervo     | 1° in Segunda División                            |
| Cusco               | Cusco       | 4° in Apertura; 13° in Clausura                   |
| Deportivo Garcilaso | Cusco       | 8° in Apertura; 7° in Clausura                    |
| Los Chankas         | Andahuaylas | 2° in Segunda División                            |
| Melgar              | Arequipa    | 9° in Apertura; 2° in Clausura                    |
| Sport Boys          | Callao      | 18° in Apertura; 10° in Clausura                  |
| Sport Huancayo      | Huancayo    | 5° in Apertura; 6° in Clausura                    |
| Sporting Cristal    | Lima        | 2° in Apertura; 4° in Clausura                    |
| Unión Comercio      | Tarapoto    | 16° in Apertura; 16° in Clausura                  |
| U. César Vallejo    | Trujillo    | 6° in Apertura; 8° in Clausura                    |
| Universitario       | Lima        | 3° in Apertura; 1° in Clausura; Campione del Perù |
| UTC Cajamarca       | Cajamarca   | 15° in Apertura; 12° in Clausura                  |

## Apertura

### Classifica
|  | Pos. | Squadra             | Pt | G  | V  | N | P  | GF | GS | DR  |
|  | ---- | ------------------- | -- | -- | -- | - | -- | -- | -- | --- |
|  | 1.   | Universitario       | 40 | 17 | 12 | 4 | 1  | 32 | 7  | +25 |
|  | 2.   | Sporting Cristal    | 40 | 17 | 13 | 1 | 3  | 44 | 20 | +24 |
|  | 3.   | Melgar              | 38 | 17 | 12 | 2 | 3  | 36 | 19 | +17 |
|  | 4.   | Alianza Lima        | 33 | 17 | 11 | 0 | 6  | 32 | 16 | +16 |
|  | 5.   | Cusco               | 29 | 17 | 9  | 2 | 6  | 22 | 21 | +1  |
|  | 6.   | ADT                 | 28 | 17 | 8  | 4 | 5  | 29 | 24 | +5  |
|  | 7.   | Cienciano           | 26 | 17 | 6  | 8 | 3  | 20 | 20 | 0   |
|  | 8.   | Comerciantes Unidos | 22 | 17 | 6  | 4 | 7  | 22 | 31 | -9  |
|  | 9.   | Los Chankas         | 21 | 17 | 6  | 3 | 8  | 25 | 26 | -1  |
|  | 10.  | U. César Vallejo    | 20 | 17 | 4  | 8 | 5  | 19 | 24 | -5  |
|  | 11.  | Atlético Grau       | 19 | 17 | 4  | 7 | 6  | 19 | 17 | +2  |
|  | 12.  | Sport Boys          | 19 | 17 | 5  | 4 | 8  | 18 | 20 | -2  |
|  | 13.  | Sport Huancayo      | 19 | 17 | 5  | 4 | 8  | 18 | 29 | -11 |
|  | 14.  | UTC Cajamarca       | 16 | 17 | 4  | 4 | 9  | 21 | 29 | -8  |
|  | 15.  | Deportivo Garcilaso | 14 | 17 | 3  | 5 | 9  | 20 | 26 | -6  |
|  | 16.  | Alianza Atlético    | 14 | 17 | 3  | 5 | 9  | 11 | 19 | -8  |
|  | 17.  | Carlos A. Mannucci  | 14 | 17 | 3  | 5 | 9  | 11 | 34 | -23 |
|  | 18.  | Unión Comercio      | 9  | 17 | 1  | 6 | 10 | 17 | 34 | -17 |

Legenda:
      Campione di Apertura e qualificata per la Fase finale.

## Clausura

### Classifica
|  | Pos. | Squadra             | Pt | G  | V  | N | P  | GF | GS | DR  |
|  | ---- | ------------------- | -- | -- | -- | - | -- | -- | -- | --- |
|  | 1.   | Universitario       | 37 | 17 | 11 | 4 | 2  | 31 | 10 | +21 |
|  | 2.   | Alianza Lima        | 36 | 17 | 11 | 3 | 3  | 25 | 11 | +14 |
|  | 3.   | Sporting Cristal    | 34 | 17 | 10 | 4 | 3  | 47 | 15 | +32 |
|  | 4.   | Melgar              | 32 | 17 | 9  | 5 | 3  | 30 | 16 | +14 |
|  | 5.   | Atlético Grau       | 32 | 17 | 8  | 8 | 1  | 25 | 11 | +14 |
|  | 6.   | Cusco               | 31 | 17 | 9  | 4 | 4  | 28 | 23 | +5  |
|  | 7.   | Alianza Atlético    | 30 | 17 | 8  | 6 | 3  | 17 | 15 | +2  |
|  | 8.   | Cienciano           | 36 | 17 | 8  | 2 | 7  | 28 | 24 | +4  |
|  | 9.   | ADT                 | 23 | 17 | 6  | 5 | 6  | 18 | 16 | +2  |
|  | 10.  | Deportivo Garcilaso | 23 | 17 | 7  | 2 | 8  | 17 | 17 | 0   |
|  | 11.  | Sport Huancayo      | 19 | 17 | 5  | 4 | 8  | 21 | 28 | -7  |
|  | 12.  | Los Chankas         | 18 | 17 | 4  | 6 | 7  | 17 | 21 | -4  |
|  | 13.  | Carlos A. Mannucci  | 17 | 17 | 4  | 5 | 8  | 23 | 30 | -7  |
|  | 14.  | Sport Boys          | 16 | 17 | 4  | 4 | 9  | 14 | 31 | -17 |
|  | 15.  | UTC Cajamarca       | 15 | 17 | 3  | 6 | 8  | 14 | 24 | -10 |
|  | 16.  | Comerciantes Unidos | 13 | 17 | 3  | 4 | 10 | 14 | 29 | -15 |
|  | 17.  | U. César Vallejo    | 10 | 17 | 2  | 4 | 11 | 15 | 31 | -16 |
|  | 18.  | Unión Comercio      | 8  | 17 | 2  | 2 | 13 | 13 | 45 | -32 |

Legenda:
      Campione di Clausura e qualificata per la Fase finale.

## Classifica aggregata
|                 | Pos. | Squadra             | Pt | G  | V  | N  | P  | GF | GS | DR  |
| --------------- | ---- | ------------------- | -- | -- | -- | -- | -- | -- | -- | --- |
| Perù (bandiera) | 1.   | Universitario       | 77 | 34 | 23 | 8  | 3  | 63 | 17 | +46 |
|                 | 2.   | Sporting Cristal    | 74 | 34 | 23 | 5  | 6  | 91 | 35 | +56 |
|                 | 3.   | Melgar              | 70 | 34 | 21 | 7  | 6  | 66 | 35 | +31 |
|                 | 4.   | Alianza Lima        | 69 | 34 | 22 | 3  | 9  | 57 | 27 | +30 |
|                 | 5.   | Cusco               | 60 | 34 | 18 | 6  | 10 | 50 | 44 | +6  |
|                 | 6.   | Cienciano           | 52 | 34 | 14 | 10 | 10 | 48 | 44 | +4  |
|                 | 7.   | Atlético Grau       | 51 | 34 | 12 | 15 | 7  | 44 | 28 | +16 |
|                 | 8.   | ADT                 | 51 | 34 | 14 | 9  | 11 | 47 | 40 | +7  |
|                 | 9.   | Alianza Atlético    | 44 | 34 | 11 | 12 | 12 | 28 | 34 | -6  |
|                 | 10.  | Los Chankas         | 39 | 34 | 10 | 9  | 15 | 42 | 47 | -5  |
|                 | 11.  | Sport Huancayo      | 38 | 34 | 10 | 8  | 16 | 39 | 57 | -18 |
|                 | 12.  | Deportivo Garcilaso | 38 | 34 | 10 | 7  | 17 | 37 | 43 | -6  |
|                 | 13.  | Sport Boys          | 35 | 34 | 9  | 8  | 17 | 32 | 51 | -19 |
|                 | 14.  | Comerciantes Unidos | 35 | 34 | 9  | 8  | 17 | 36 | 60 | -24 |
|                 | 15.  | UTC Cajamarca       | 31 | 34 | 7  | 10 | 17 | 35 | 53 | -18 |
|                 | 16.  | Carlos A. Mannucci  | 31 | 34 | 7  | 10 | 17 | 34 | 64 | -30 |
|                 | 17.  | U. César Vallejo    | 30 | 34 | 6  | 12 | 16 | 34 | 55 | -21 |
|                 | 18.  | Unión Comercio      | 17 | 34 | 3  | 8  | 23 | 30 | 79 | -49 |

Legenda:
      Ammesse alla Fase a gironi della Coppa Libertadores 2025.
      Ammessa alla Prima fase della Coppa Libertadores 2025.
      Ammessa alla Seconda fase della Coppa Libertadores 2025.
      Ammesse alla Coppa Sudamericana 2025.
      Retrocesse in Liga 2 2025.